# Hôpital général de référence de Kabondo
L'hôpital général de référence de kabondo est une société qui permet à la population d'accéder à des soins le plus efficace par nos services des qualités envers nos clients pour mieux gagner la confiance de la population de la commune de kabondo précisément à kisangani.

## Services
Il a plusieurs services qui sont regroupés en deux secteurs :
1. Les services d'hospitalisation qui comprennent :
- Service des urgences
- Service de médecine interne
- Service de chirurgie
- Service de pédiatrie
- Service de gynéco-obstétrique et

2. Les services externes qui comprennent :
- Le service de radiologie
- Le service de l'échographie
- Le service de la dentisterie
- Le service de laboratoire